# Ungarische Eishockeyliga 1989/90
Die Saison 1989/90 war die 53. Spielzeit der ungarischen Eishockeyliga, der höchsten ungarischen Eishockeyspielklasse. Meister wurde zum ersten Mal in der Vereinsgeschichte überhaupt Lehel SE Jászberény.

## Modus
In der Hauptrunde absolvierte jede der sieben Mannschaften insgesamt 24 Spiele. Die beiden Erstplatzierten qualifizierten sich für das Meisterschaftsfinale. Für einen Sieg erhielt jede Mannschaft zwei Punkte, bei einem Unentschieden gab es einen Punkt und bei einer Niederlage null Punkte.

## Hauptrunde

### Tabelle
|    | Klub                      | Sp | S  | U | N  | Tore    | Punkte |
| -- | ------------------------- | -- | -- | - | -- | ------- | ------ |
| 1. | Jászberényi Lehel SE      | 24 | 21 | 2 | 1  | 243:67  | 44     |
| 2. | Ferencvárosi TC           | 24 | 19 | 1 | 4  | 226:78  | 39     |
| 3. | Újpesti Dózsa SC          | 24 | 17 | 3 | 4  | 258:86  | 37     |
| 4. | Miskolci Kinizsi          | 24 | 8  | 1 | 15 | 120:190 | 17     |
| 5. | Alba Volán Székesfehérvár | 24 | 7  | 2 | 15 | 119:182 | 16     |
| 6. | Nepstadion Sz.E. Budapest | 24 | 6  | 1 | 17 | 88:211  | 13     |
| 7. | Sziketherm HK Dunaújváros | 24 | 1  | 0 | 23 | 82:332  | 2      |

Sp = Spiele, S = Siege, U = unentschieden, N = Niederlagen, OTS = Overtime-Siege, OTN = Overtime-Niederlage, SOS = Penalty-Siege, SON = Penalty-Niederlage

## Playoffs

### Spiel um Platz 5
- Alba Volán Székesfehérvár – Nepstadion Sz.E. Budapest 2:0 (6:2, 4:2)

### Spiel um Platz 3
- Újpesti Dózsa SC – Miskolci Kinizsi 3:0 (22:6, 10:6, 7:3 abg.)

### Finale
- Jászberényi Lehel SE – Ferencvárosi TC 3:1 (8:1, 4:5, 8:3, 4:1)